# Пустынь (Галичский район)
Пустынь — деревня в Степановском сельском поселении Галичского района Костромской области России.

## География
Деревня расположена у реки Восна.

## История
Согласно Спискам населенных мест Российской империи в 1872 году деревня Пустыня относилась к 1 стану Галичского уезда Костромской губернии. В ней числилось 12 дворов, проживало 39 мужчин и 50 женщин.
Согласно переписи населения 1897 года в деревне Пустыня проживало 105 человек (43 мужчины и 62 женщины).
Согласно Списку населенных мест Костромской губернии в 1907 году деревня Пустыня относилась к Вознесенской волости Галичского уезда Костромской губернии. По сведениям волостного правления за 1907 год в ней числился 21 крестьянский двор и 130 жителей. Основными занятиями жителей деревни, помимо земледелия, были малярный и плотницкий промыслы.
До муниципальной реформы 2010 года деревня входила в состав Толтуновского сельского поселения.

## Население
| 1872 | 1897 | 1907 | 2008 | 2010 | 2012 | 2014 |
| ---- | ---- | ---- | ---- | ---- | ---- | ---- |
| 89   | ↗105 | ↗130 | ↘0   | →0   | →0   | →0   |

По некоторым данным, на 2012 год население Пустыни составило 0 человек.